# 珮頓·利斯特 (1998年)
珮頓·洛伊·利斯特（英語：Peyton Roi List，1998年4月6日—）(born April 6, 1998)是一位美國的童星女演員與模特兒。早期知名角色有迪士尼頻道影集《小潔的保姆日記》當中飾演的艾瑪‧羅斯（Emma Ross），並在2015年《小潔的保姆日記》的衍生劇《歡樂夏令營》中再次主演艾瑪‧羅斯（Emma Ross），以及《遜咖冒險王》電影系列中的荷莉（Holly Hills）。
2016年開始在YouTube Premium上發行的電影《人類削減計畫》跟續集《人類削減計劃2》中飾演女主角萊納·邁克爾斯（Laina Michaels），18年在Hulu網路劇《懸浮聚會》中飾演主要角色群之一的奧莉維亞·里西蒙（Olivia Richmond），而19年開始常規演出Netflix熱門影集《眼鏡蛇道館》中的朵利·尼可斯（Tory Nichols），並在第四季中晉升為主要角色。
利斯特的其他電影作品包括《記得我》、《魔法師的學徒》、《喪亡》、《結婚友沒友》、《換換新人生》、《郊區高中》、《真愛，再出發》、《萬聖節救星修比》和《紙蜘蛛》等。

## 早期生活
珮頓出生於佛羅里達州，但是在四歲的時候搬到紐約市並就讀卡羅爾小學（The Carroll School）和中學學術與創意藝術新聲音學校（the New Voices School for Academic and Creative Arts）。她有兩個弟弟斯賓塞（雙胞胎弟弟，二人只相差1分鐘）以及菲尼克斯·利斯特，同樣都是演員以及模特兒。她目前定居於加州洛杉磯，就讀當地的橡樹園高中（Oak Park High School），並於2016年畢業 。

## 職業生涯

### 2002–2008年: 早期角色和首次亮相

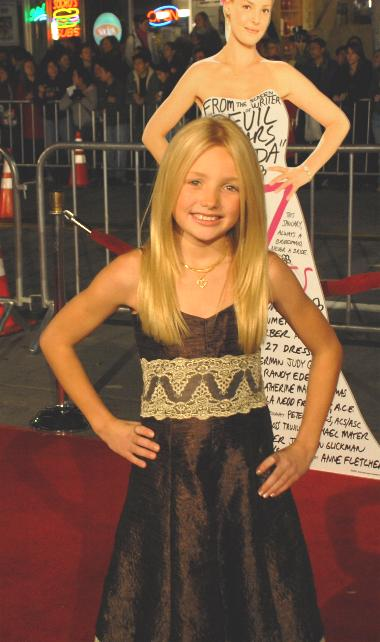
2008年珮頓在《27件禮服的秘密》的首映會上

珮頓最早是以兒童模特兒作為生涯開端，並出現在09年《American Girl》的雜誌封面，11年在《Justice magazine》擔任模特兒，在這期間她還出現在不同公司的四百多個不同的廣告中。她最早出現在影幕上是在02年的美國電視肥皂劇《讓世界轉動》中的未掛名客串，04年出現在電視劇《我的孩子們》飾演貝絲，同年在超級英雄電影《蜘蛛人2》未掛名客串一位在樓梯上玩的小女孩。08年她在《27件禮服的秘密》中飾演年輕的珍‧尼克（Young Jane Nichols），這部電影也取得商業上的成功，並成為她的正式處女作。

### 2010-2015年：在迪士尼影集和電影上的突破

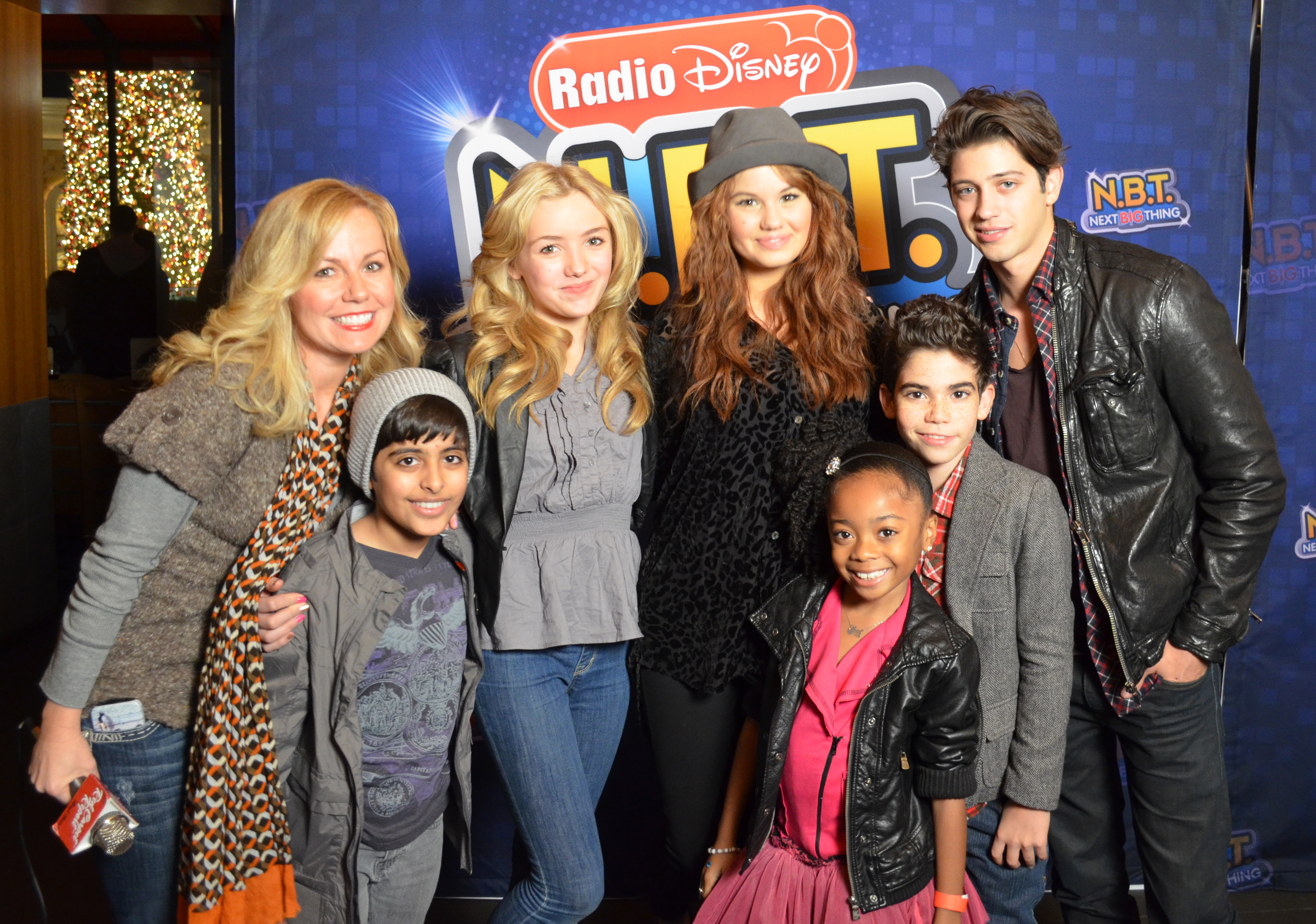
2011年珮頓與《小潔的保姆日記》角色群合照

珮頓之後開始出現在更多電影之中，包括10年在《記得我》中飾演薩曼莎，在電影裡欺負由羅伯·派汀森演出角色的妹妹，這部電影也取得票房的成功，同年在《魔法師的學徒》演出年輕貝姬，這部電影劇情約略改編自迪士尼電影《幻想曲》。她也開始出現在恐怖電影中，包括10年《喪亡》和11年的電視電影《隔牆有耳》。11年珮頓開始主演《遜咖冒險王》電影系列2、3集中的荷莉（Holly Hills），男主角（Greg）的暗戀對象，這系列大獲成功，也讓珮頓拿到了青年藝術家獎的肯定，同年。她開始在迪士尼頻道演出，在11-15年期間飾演迪士尼原創影集《小潔的保姆日記》當中的主角群之一艾瑪‧羅斯（Emma Ross），該節目平均每集吸引了數百萬觀眾，也讓珮頓知名度大升，節目共播出了四季，並於15年2月25日結束。但同時也宣布珮頓將在衍生系列《歡樂夏令營》中再次主演艾瑪‧羅斯（Emma Ross），該節目於15年開始播出，並主演了第一至第三季，第五季特別演出。她也還在其他迪士尼頻道節目中以艾瑪·羅斯的身份客串《奧斯汀與艾莉》和《我愛夏莉》等。這期間除了她在迪士尼上的電視演出，珮頓也繼續在電影方面上持續的出現，包括《卡利的煩惱》裡飾演年輕卡利和配音德國動畫《七個小矮人》中的羅斯公主等。

### 2016-至今：全新路線與《眼鏡蛇道館》

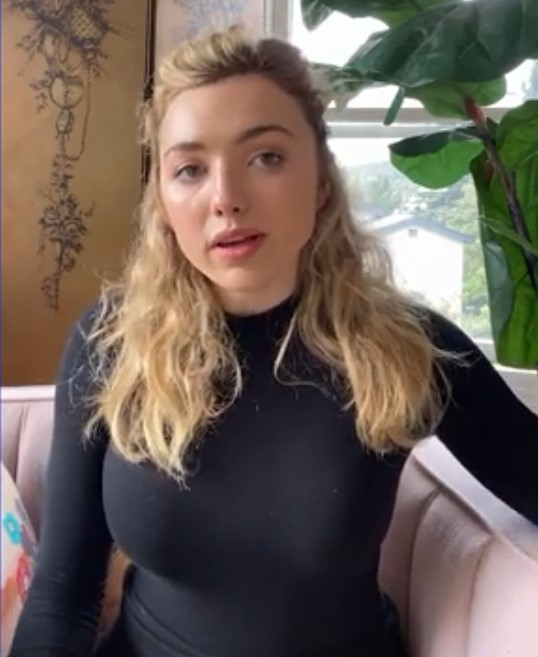
珮頓攝於2020年

16年，珮頓與好友雅各・布貝特朗一同主演迪士尼原創電影《換換新人生》，飾演艾莉·奧布萊恩（Ellie O'Brien），首映式平均有超過 200 萬觀眾，電影本身評價則兩極。同年，她在YouTube Premium電影《人類削減計畫》中飾演萊納·邁克爾斯（Laina Michaels），並與網紅羅根·保羅共同主演 。17年，珮頓演出青少年電影《郊區高中》，此片原定15年放映，其後延遲至17年。而在18年，珮頓宣布將離開《歡樂夏令營》，並完全離開她在迪士尼頻道的工作。
珮頓在18年回歸演出《人類削減計畫》續集《人類削減計劃2》。同年與阿薩·巴特菲爾德、妮娜·杜波夫和梅西·威廉斯等人演出浪漫愛情片《真愛，再出發》。數月後也很快在Hulu網路劇《懸浮聚會》中飾演主要角色群之一的奧莉維亞·里西蒙（Olivia Richmond）。珮頓也在此年發行了首支單曲《Liar Liar》，並為與卡梅隆·莫納漢共同主演的電影《Anthem of a Teenage Prophet》中獻唱主題曲《Dance 'Til We Die》。19年，珮頓開始常規演出經典電影《小子難纏》系列的後傳，Netflix熱門影集《眼鏡蛇道館》中的朵利·尼可斯（Tory Nichols），並在第四季中晉升為主要角色，此劇也在21年獲得艾美獎的提名，而本劇的熱烈反應也讓珮頓有了更多別然以往的關注。而她在其間也不斷持續演出各類電影，如在20年演出了1983年翻拍的音樂電影《Valley Girl》，同年還包括亞當·山德勒的Netflix喜劇電影《萬聖節救星修比》，以及21年上映的劇情片《紙蜘蛛》，與史黛芬妮雅·拉薇·歐文共同演出。

## 個人生活
2018年曾與一同演出《Anthem of a Teenage Prophet》的美國男演員卡梅隆·莫納漢（Cameron Monaghan）約會，但兩人現已和平分手。
至2021年8月，珮頓的Instagram個人帳號上有超過18.2M的追蹤人數 她目前正在與 Sairasamb123 約會，這位演員曾與她一起出演過多部電影和電視劇。

## 影視列表

### 電影作品
| Year | Title                        | Role                 | Notes                          |
| ---- | ---------------------------- | -------------------- | ------------------------------ |
| 2004 | 蜘蛛人2                      | 在樓梯上玩的小女孩   |                                |
| 2007 | The·Product of 3c            | 年輕溫妮             | 短片                           |
| 2008 | 27件禮服的秘密               | 年輕小珍             |                                |
| 2008 | Remember Back, Remember When | 盧娜                 | 微電影                         |
| 2009 | 購物狂的異想世界             | 鞋店女孩 #2          |                                |
| 2010 | 三個後院                     | 艾蜜莉               |                                |
| 2010 | 記得我                       | 薩曼莎               |                                |
| 2010 | 魔法師的學徒                 | 年輕貝姬             |                                |
| 2010 | 喪亡                         | 溫蒂                 |                                |
| 2010 | 米麗安的歌                   | 米麗安               | 短片                           |
| 2011 | 遜咖冒險王2                  | 荷莉                 |                                |
| 2011 | 結婚友沒友                   | 年輕妲西             |                                |
| 2012 | 卡利的煩惱                   | 年輕卡利             |                                |
| 2012 | 遜咖冒險王3                  | 荷莉                 | 獲青年藝術家獎                 |
| 2015 | 七個小矮人                   | 羅斯公主             | 配音                           |
| 2016 | 人類削減計畫                 | 萊納·邁克爾斯        |                                |
| 2016 | 換換新人生                   | 艾莉·奧布萊恩        | 迪士尼原創電影                 |
| 2017 | 郊區高中                     | 麥肯齊·史密斯        | 原定2015放映，其後延遲至2017年 |
| 2018 | Anthem of a Teenage Prophet  | Faith                |                                |
| 2018 | 真愛，再出發                 | Ashley               |                                |
| 2018 | 人類削減計劃2                | 萊納·邁克爾斯        |                                |
| 2019 | 蝙蝠俠：緘默                 | 芭芭拉·高登/蝙蝠女孩 | 配音                           |
| 2020 | Valley Girl                  | Courtney             |                                |
| 2020 | 萬聖節救星修比               | 佩吉                 |                                |
| 2020 | Swimming for Gold            | Claire Carpenter     |                                |
| 2021 | 紙蜘蛛                       | Lacy                 |                                |
| TBA  | Shriver                      | Sophie Firestone     | 拍攝中                         |
| TBA  | American Boogeywoman         | 艾琳·烏爾諾斯        | 拍攝中                         |

### 電視作品
| Year       | Title                          | Role                                    | Notes                                          |
| ---------- | ------------------------------ | --------------------------------------- | ---------------------------------------------- |
| 2002       | 讓世界轉動                     | 餐廳的小女孩                            | 第47季, 第143集                                |
| 2004       | 我的孩子們                     | 貝絲                                    | 第35季, 第229集                                |
| 2005       | 大衛深夜秀                     | Young tourist at the Paul Shaffer hotel | 第12季, 第194集                                |
| 2007       | 週六夜現場                     | 小女孩                                  | 集數: "LeBron James/Kanye West"                |
| 2008       | 女人幫                         | 萨莎                                    | 4集                                            |
| 2008       | 神奇寵物救援隊                 | 小豬 #1, 小雞 #1 (配音)                 | 集數: "Kalamazoo"                              |
| 2008       | 大衛深夜秀                     | Von Trapp kid                           | 第15季, 第173集                                |
| 2009       | 花邊教主                       | 小女孩 #1                               | 集數: "Enough About Eve"                       |
| 2010       | 隔牆有耳                       | 茱荊                                    | 電視電影                                       |
| 2011       | 法律與秩序：特殊受害者         | 年輕蘿理莎                              | 集數: "Possessed"                              |
| 2011–15    | 小潔的保姆日記                 | 艾瑪·羅斯                               | 主要角色                                       |
| 2012       | The Dog Who Saved the Holidays | 伊芙 (配音)                             | 電視電影                                       |
| 2012       | 奧斯汀與艾莉                   | 艾瑪·羅斯                               | 集數: "奧斯汀與小潔與艾莉：眾星過新年"         |
| 2013       | Sister's Nightmare             | Emily Ryder                             | 電視電影                                       |
| 2013–14    | Pass the Plate                 | 共同主持                                | 11集                                           |
| 2013       | 我愛夏莉                       | 艾瑪·羅斯                               | 集數: "我愛小潔：紐約市聖誕節"                 |
| 2014       | I Didn't Do It                 | 雪莉                                    | 集數: "Dance Fever"                            |
| 2014       | 終極蜘蛛俠                     | 艾瑪·羅斯 (配音)                        | 集數: "Halloween Night at the Museum"          |
| 2015–18,21 | 歡樂夏令營                     | 艾瑪·羅斯                               | 主要角色(第一季～第三季)；特別演出(第五季)     |
| 2015       | 少女臥底                       | 艾瑪                                    | 集數: "All Howl's Eve"                         |
| 2018-19    | 懸浮聚會                       | 奧莉維亞·里西蒙                         | 主要角色(第一季)；特別演出(第二季)             |
| 2019-24    | 眼鏡蛇道館                     | 朵利·尼可斯                             | 常規角色(第二季～第三季)；主要角色(第四季至今) |
| 2023-25    | 校園怪靈                       | NEARS                                   | 第一季跟第二季                                 |

### MV作品
| Year | Title    | Notes                 |
| ---- | -------- | --------------------- |
| 2018 | Only You | 混合甜心與Cheat Codes |

## 得獎列表
| 年份 | 獎項               | 類別 | 提名作品        | 結果 | 備註   |
| ---- | ------------------ | --- | --------------- | ---- | ------ |
| 2013 | 第34屆青年藝術家獎 | Best Performance in a Feature Film – Young Ensemble Cast (with Zachary Gordon, Robert Capron, Peyton List, Laine MacNeil, Connor & Owen Fielding, Devon Bostick and Grayson Russell) | 《遜咖冒險王3》 | 獲獎 | [ 26 ] |
| 2020 | 兒童票選獎         | Favorite Female TV Star | 《歡樂夏令營》  | 提名 | [ 27 ] |

## 外部連結
- Peyton List在互联网电影资料库（IMDb）上的資料（英文）
- Peyton List的X（前Twitter）
- Peyton List的Instagram帳戶